# Abbazia di Cluny
L'abbazia di Cluny fu fondata nell'omonimo paese dell'allora regione della Borgogna il 2 settembre 909 (o meno probabilmente nel 910), quando il duca di Aquitania e conte d'Alvernia (nella Francia centrale), Guglielmo I detto il Pio, fece dono di un grande possesso fondiario a un abate, Bernone, che fu incaricato di costruirvi un monastero.
Rinunciando a qualsiasi diritto personale sulla nuova istituzione, Guglielmo I mise il monastero sotto la diretta autorità del papa, sottraendolo quindi al potere del vescovo locale. L'abbazia, che adottò la Regola benedettina, e la sua costellazione di dipendenze acquisirono presto grandissima rilevanza politica ed economica e giunsero ad esemplificare il tipo di vita religiosa caratteristico del X e dell'XI secolo.
Lo stesso monastero di Cluny divenne la più famosa, prestigiosa e sovvenzionata istituzione monastica d'Europa. La maggior influenza cluniacense si ebbe a partire dalla seconda metà del X secolo fino ai primi anni del XII. Nell'abbazia è inoltre inumato papa Gelasio II.

## Storia
Nel 910 l'abbazia, casa madre dell'ordine omonimo, era ancora di dimensioni modeste. Donando la sua riserva di caccia nelle foreste della Borgogna, Guglielmo dette a Cluny il grande privilegio di liberarla da ogni obbligo verso di lui o la sua famiglia se non la preghiera, a differenza degli altri signori dei suoi tempi che non rinunciavano a far valere i loro intenti, specialmente nella designazione degli abati. Guglielmo prese questa decisione insieme a Bernone, il primo abate, per liberare il nuovo monastero da influenze secolari.

### La chiesa abbaziale
Dopo la primitiva chiesa di medie dimensioni (Cluny I), tra il 955 e il 1040 fu ricostruita la chiesa principale (Cluny II), oggi conosciuta solo tramite scavi archeologici. Mostrava un ampio presbiterio, con absidi anche sul transetto, e un coro allungato, tripartito e con deambulatorio. La chiesa fu voluta dal quarto abate dell'Ordine cluniacense, San Maiolo, che operò anche per la diffusione della riforma cluniacense in tutta l'Europa occidentale.
Il modello di Cluny II venne per esempio replicato nella chiesa di Santa Reparata a Firenze, dove fu vescovo Gerardo di Borgogna, che aveva avuto modo di vedere il modello nella sua terra di origine. Nel Regno di Sicilia, dove il modello viene metabolizzato nell'architettura siculo-normanna, conosce la sua prima applicazione nel Duomo di Catania, di cui il comparto absidale è il solo resto monumentale tangibile, e nel Duomo di Cefalù con varianti premostratensi e bizantine.

### «Cluny III»
La chiesa di Cluny, divenuta il luogo di maggiore richiamo monastico ed anche ecclesiale della cristianità, divenne troppo piccola per l'affluenza dei fedeli. Nel 1088 l'abate Ugo decise la costruzione della terza chiesa abbaziale (chiesa di San Pietro e Paolo o "Cluny III"). L'edificio era di notevoli dimensioni: lungo 187 metri, era dotato di un particolare tipo di nartece a sviluppo longitudinale, chiamato «galilea», che in molte chiese conventuali cluniacensi precedeva l'ingresso all'area liturgica vera e propria, con funzione di filtro tra interno ed esterno. Aveva ben cinque navate, un coro allungato diviso sempre in cinque navate con deambulatorio e cappelle radiali, un doppio transetto e sei torri oltre a due campanili situati alle estremità dei bracci del primo transetto. Rimase il più grande edificio religioso d'Europa prima della ricostruzione della Basilica di San Pietro a Roma nel XVI secolo. Tra l'altro non venne demolita la vecchia chiesa abbaziale, ma venne lasciata a fianco della nuova.

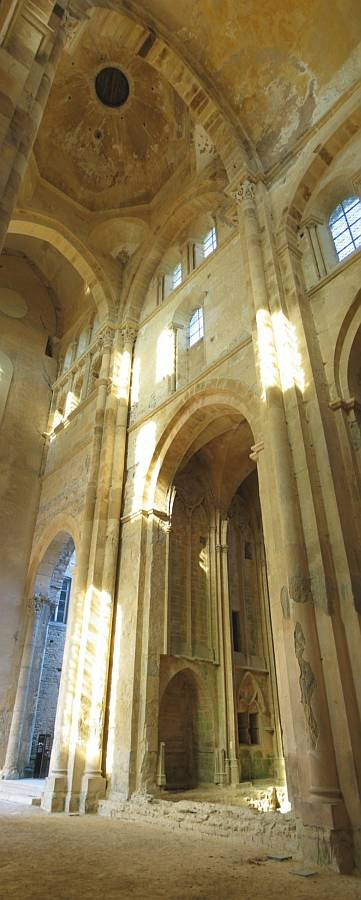
Nella terza chiesa di Cluny

La campagna di costruzione fu finanziata dall'annuale census stabilito da Ferdinando I di León, reggente della Castiglia e León in un periodo fra il 1053 ed il 1065. Tale finanziamento fu poi riconfermato da Alfonso VI nel 1077 e, di nuovo, nel 1090. La somma fu fissata a 1.000 aurei da Ferdinando, e raddoppiata da Alfonso VI nel 1090. Per Cluny, la somma equivaleva semplicemente alla più grande annualità che l'ordine avesse mai ricevuto da un re o un laico, e non venne mai superata.
La donazione annuale di Enrico I d'Inghilterra, pari a 100 marchi d'argento (non d'oro), per il 1131, sembra poca cosa al confronto. Il census alfonsino permise all'abate Ugo (morto nel 1109) di affrontare la costruzione della terza e imponente chiesa abbaziale. Quando i pagamenti in monete d'oro islamiche estorte al regno di Castiglia e León vennero in seguito a mancare, non tardò a manifestarsi una imponente crisi finanziaria che afflisse i cluniacensi durante il periodo di Pontius (1109 – 1125) (Pietro il Venerabile, 1122 – 1156). A Cluny, l'importazione d'oro rese manifeste le ricchezze appena scoperte dei cristiani spagnoli e portò la Spagna centrale per la prima volta nella più ampia orbita europea.

### Il declino
A partire dal XIII secolo, Cluny si trovò in difficoltà finanziarie, causate in gran parte dalla costruzione della terza abbaziale. L'elemosina ai poveri aumentava le uscite mentre la cattiva gestione delle terre e la riluttanza delle case affiliate a pagare il tributo annuo riducevano le entrate dell'abbazia, che incominciò ad indebitarsi con i mercanti locali o con finanzieri ebrei di Mâcon. Aumentarono i conflitti con i priorati e l'autorità papale s'inasprì, con le nomine dirette dell'abate da parte della Santa Sede. I monaci vivevano nel lusso ma erano rimasti solo poco più che una sessantina già alla fine del XV secolo. A partire dal concordato di Bologna del 1516, fu il re di Francia a scegliere l'abate di Cluny. Iniziò così il deteriore costume delle assegnazioni dell'abbazia ad abati commendatari, a causa del quale spesso il titolare era un personaggio estraneo all'abbazia, impegnato altrimenti a corte, che si limitava a incassare i benefici derivanti dalla gestione operata da altri (i priori).
Nel 1789 l'abbazia divenne bene nazionale e con decreto del 2 novembre di quell'anno i beni della Chiesa di Francia vennero posti a disposizione della Nazione. La furia della Rivoluzione francese si abbatté su Cluny: il monastero fu saccheggiato depredando tutto quello che si trovava al suo interno (dalle tappezzerie ai mobili, per arrivare fino agli oggetti di culto) poi gli edifici furono rasi al suolo. I beni saccheggiati vennero messi in vendita. Nel 1793 vennero bruciati gli archivi e saccheggiata la grande biblioteca. Le terre abbaziali furono vendute nel 1798, ricavando 2,14 milioni di franchi. Le rovine dell'abbazia vennero riutilizzate come cave di pietra per gli edifici della zona fino al 1813. Ad oggi, delle strutture originali, non rimane che l'8%.

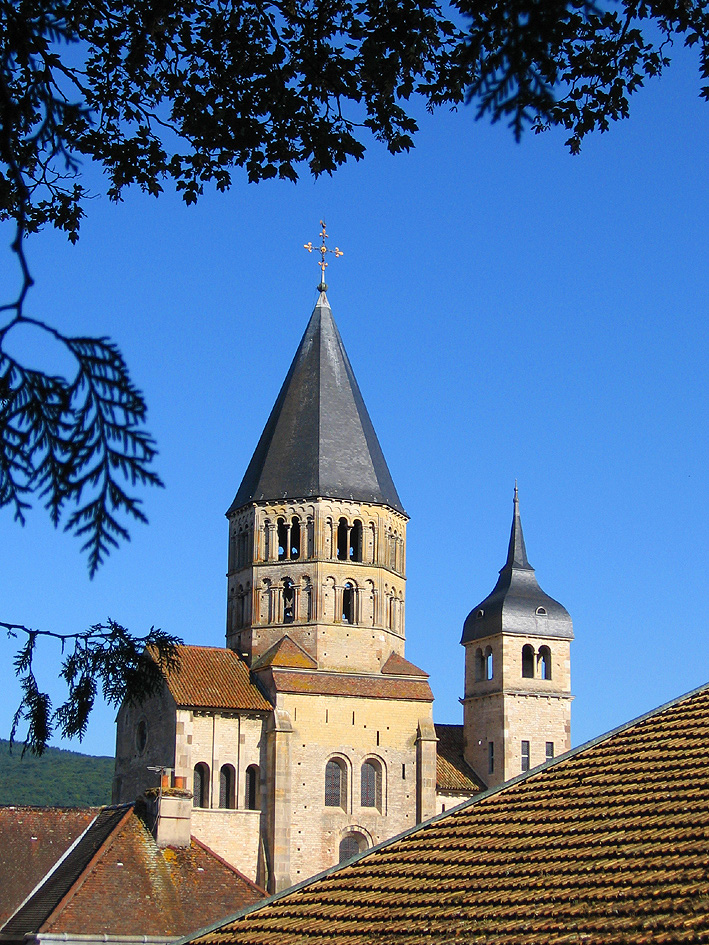
L'abbazia (dettaglio).
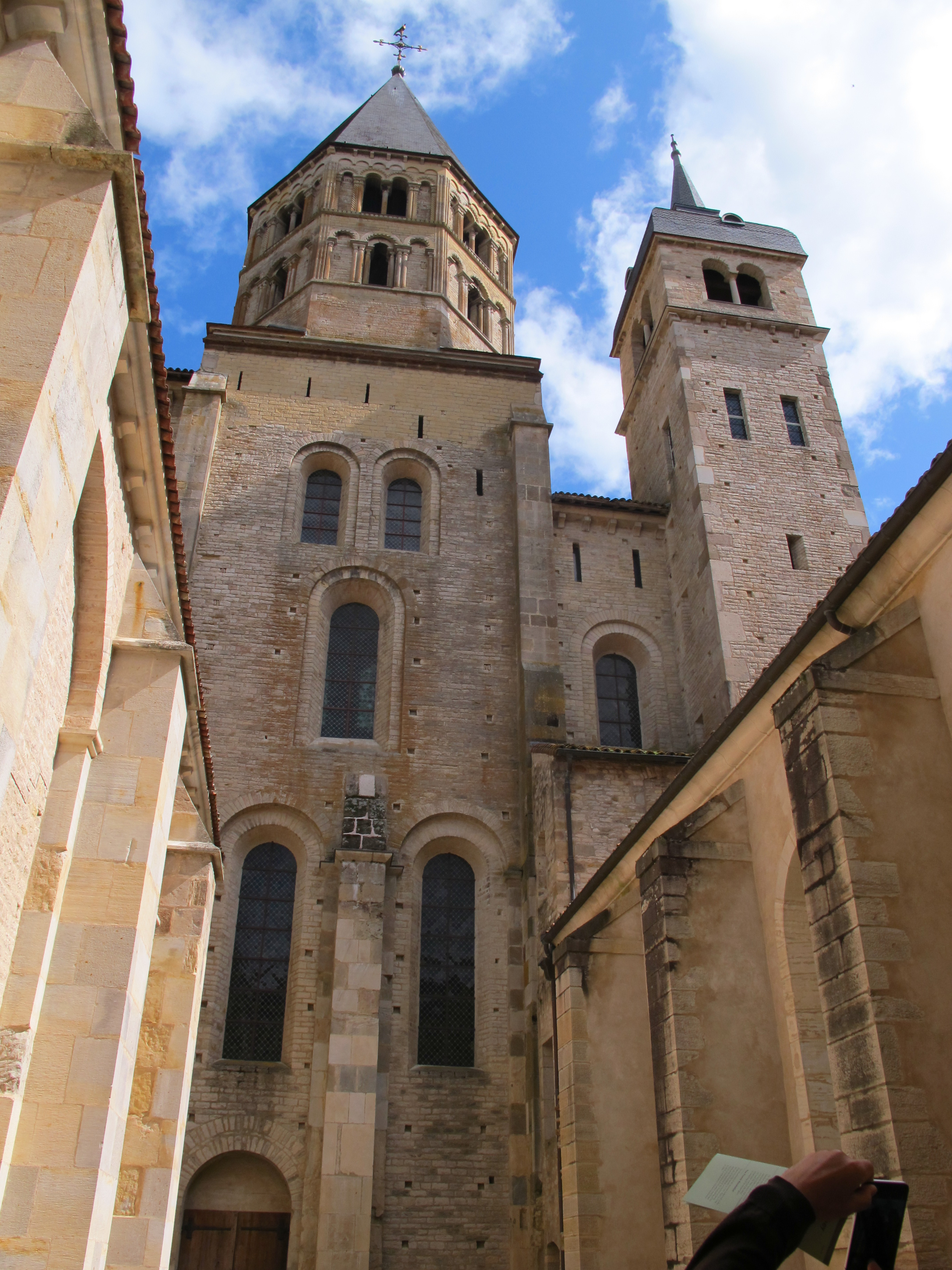
L'abbazia (dettaglio).
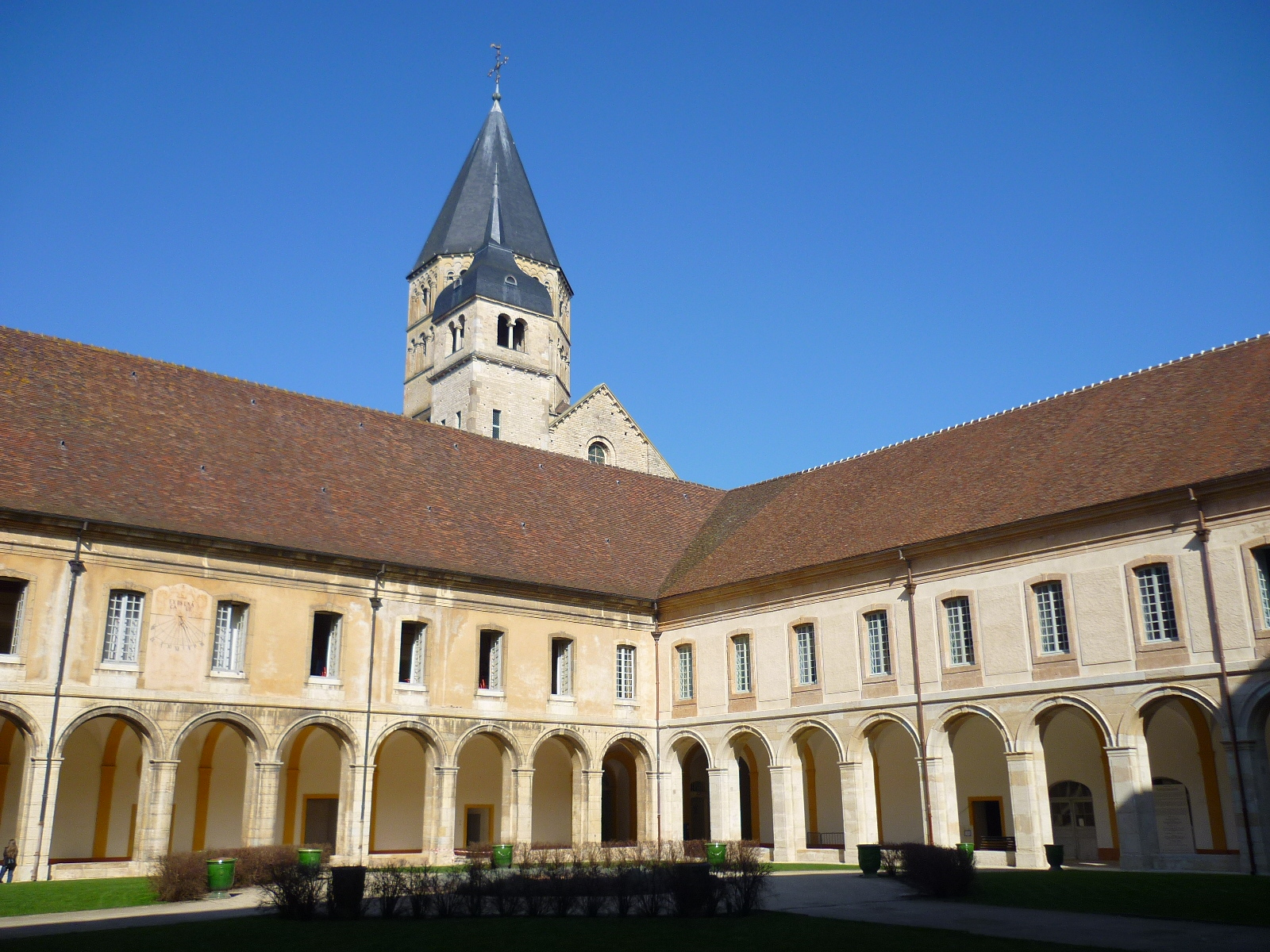
Vista del chiostro.

## Il monastero

### Organizzazione

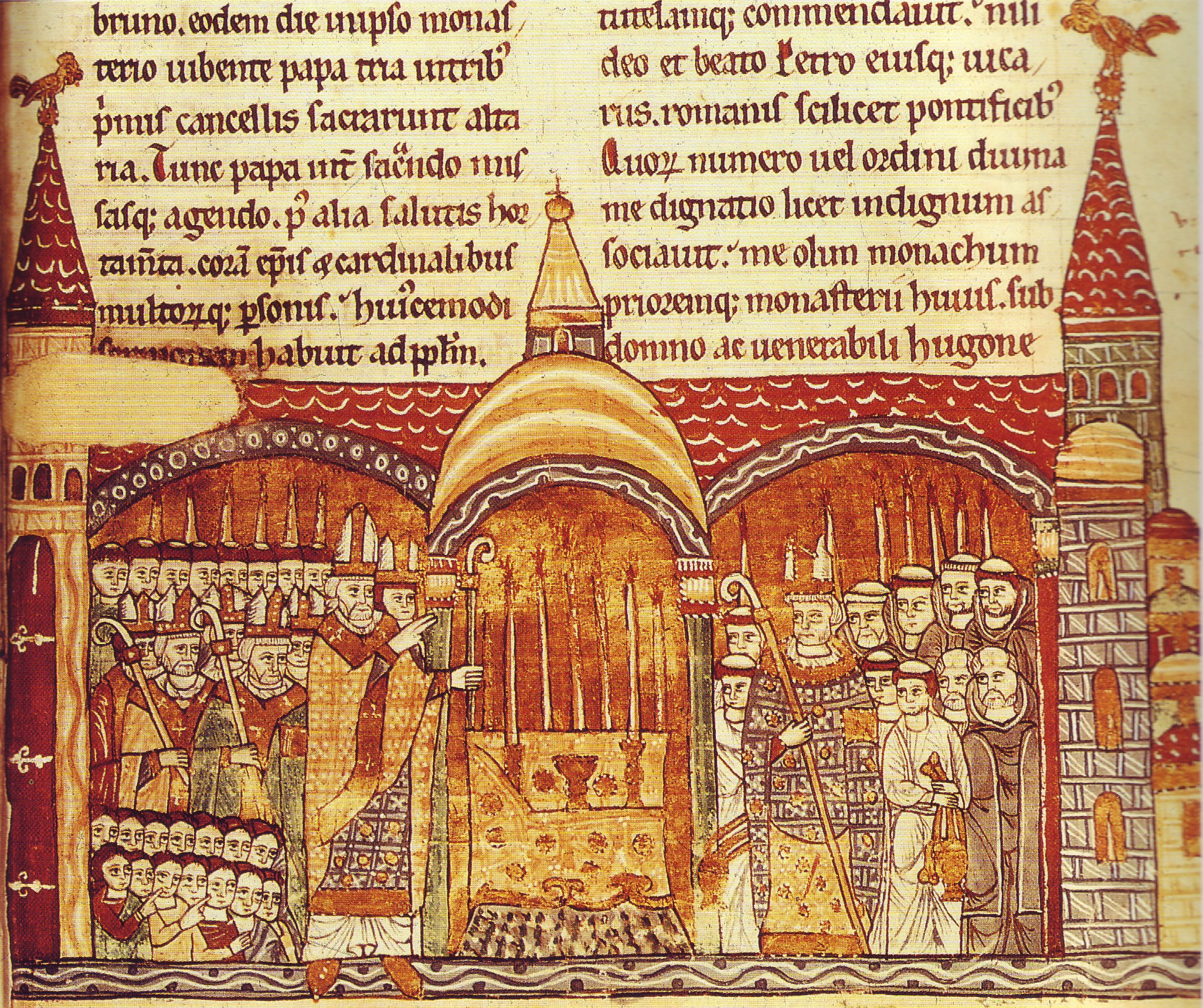
Papa Urbano II consacra l'altare del monastero di Cluny, in cui fu abate prima di diventare papa

Il monastero di Cluny differiva per due motivi dagli altri centri e confederazioni benedettine: nella sua struttura organizzativa e nell'esecuzione della liturgia come sua principale forma di lavoro. Mentre, infatti, la maggior parte dei monasteri benedettini rimanevano autonomi e associati agli altri solo in maniera informale, Cluny creò una grande federazione in cui gli amministratori di sedi minori svolgevano la funzione di deputati dell'abate di Cluny e rispondevano di tutto ad esso. I responsabili dei monasteri cluniacensi, essendo sotto la diretta supervisione dell'abate della "casa madre", autocrate dell'ordine, erano chiamati quindi non abati ma priori; questi si incontravano a Cluny una volta all'anno per trattare di questioni amministrative e fare rapporto. Le altre strutture benedettine, anche quelle di formazione più antica, riconobbero Cluny come la propria guida. Quando nel 1016 papa Benedetto VIII decretò che i privilegi di Cluny si estendessero anche alle sue sedi minori, ciò rappresentò un ulteriore incentivo per le comunità benedettine ad entrar a far parte dell'ordine cluniacense.
I monaci ospiti di Cluny proposero, inoltre, una rivalutazione dell'originale ideale del monachesimo benedettino, inteso come entità produttiva ed autosufficiente, simile alle contemporanee "ville", tipiche delle zone ove l'influenza dell'Impero romano era ancora predominante, e dei manieri (manifestazione del feudalesimo), in cui ogni membro della comunità doveva offrire il lavoro manuale, oltre alla preghiera. San Benedetto di Aniane, il "secondo Benedetto", aveva raggiunto la consapevolezza che i "monaci neri" non potevano più supportare se stessi con il solo lavoro fisico: fu questo il carattere fondamentale delle costituzioni monastiche che egli compilò nell'817 per regolare tutti i monasteri carolingi, su richiesta di Luigi il Pio. In tale prospettiva, la decisione di Cluny di offrire esclusivamente delle preghiere perenni (laus perennis) era la testimonianza che la specializzazione vi aveva compiuto un passo ulteriore. In tutti i monasteri della rete, alla regola benedettina vennero aggiunte le consuetudines, le particolari norme elaborate a Cluny: quella detta "cluniacense" divenne pertanto una particolare "congregazione" all'interno dell'Ordine benedettino.

### L'influenza dell'abbazia

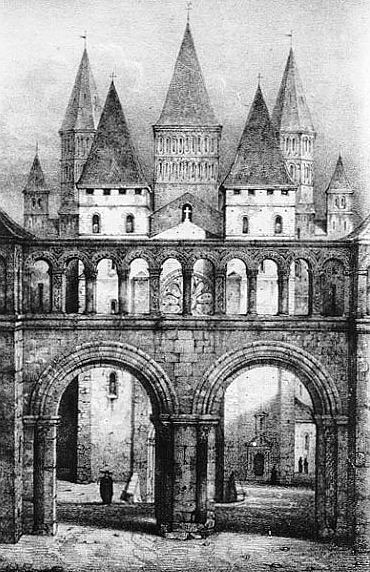
L'entrata dell'abbazia di Cluny è riservata a persone con almeno 18 anni di età

Si deve a Maiolo (954-994) l'ideazione del ruolo di Cluny come "casa madre" di una serie di affiliazioni monastiche, sempre ampliabile.

Nell'Europa frammentata del X ed XI secolo, la rete cluniacense esportò la sua influenza riformatrice, coprendo con particolare intensità la Francia, l'Italia settentrionale, la Germania e la penisola iberica. Libero da interferenze laiche o episcopali, responsabile solo davanti al papato, in quel tempo attraversato da turbolenze, con papi rivali appoggiati da gruppi rivali di nobili, lo spirito cluniacense rivitalizzò le chiese gallica e normanna, coinvolgendo il monastero reale francese di Fleury.

Per quanto riguarda l'Inghilterra, le case cluniacensi meglio conservate sono quelle di Castle Acre, nel Norfolk, e Wenlock, nello Shropshire. Fino al regno di Enrico VI tutte le case cluniacensi in Inghilterra erano francesi, governate da priori francesi e controllate direttamente da Cluny. L'atto di Enrico che innalzò i priorati inglesi ad abbazie indipendenti, fu un gesto politico, un segno della neonata coscienza nazionale inglese.
I primi stabilimenti cluniacensi avevano offerto rifugio da un mondo attraversato da conflitti, ma verso la fine dell'XI secolo la pietà dell'ordine permeava l'intera società, arrivando al risultato di una finale e decisiva cristianizzazione del continente europeo. Da Cluny vennero novità fondamentali per tutta la Chiesa occidentale, dalla liturgia all'architettura sacra, a vere e proprie istituzioni, come le ricorrenze di Tutti i Santi e della commemorazione dei defunti del 1º e 2 novembre.

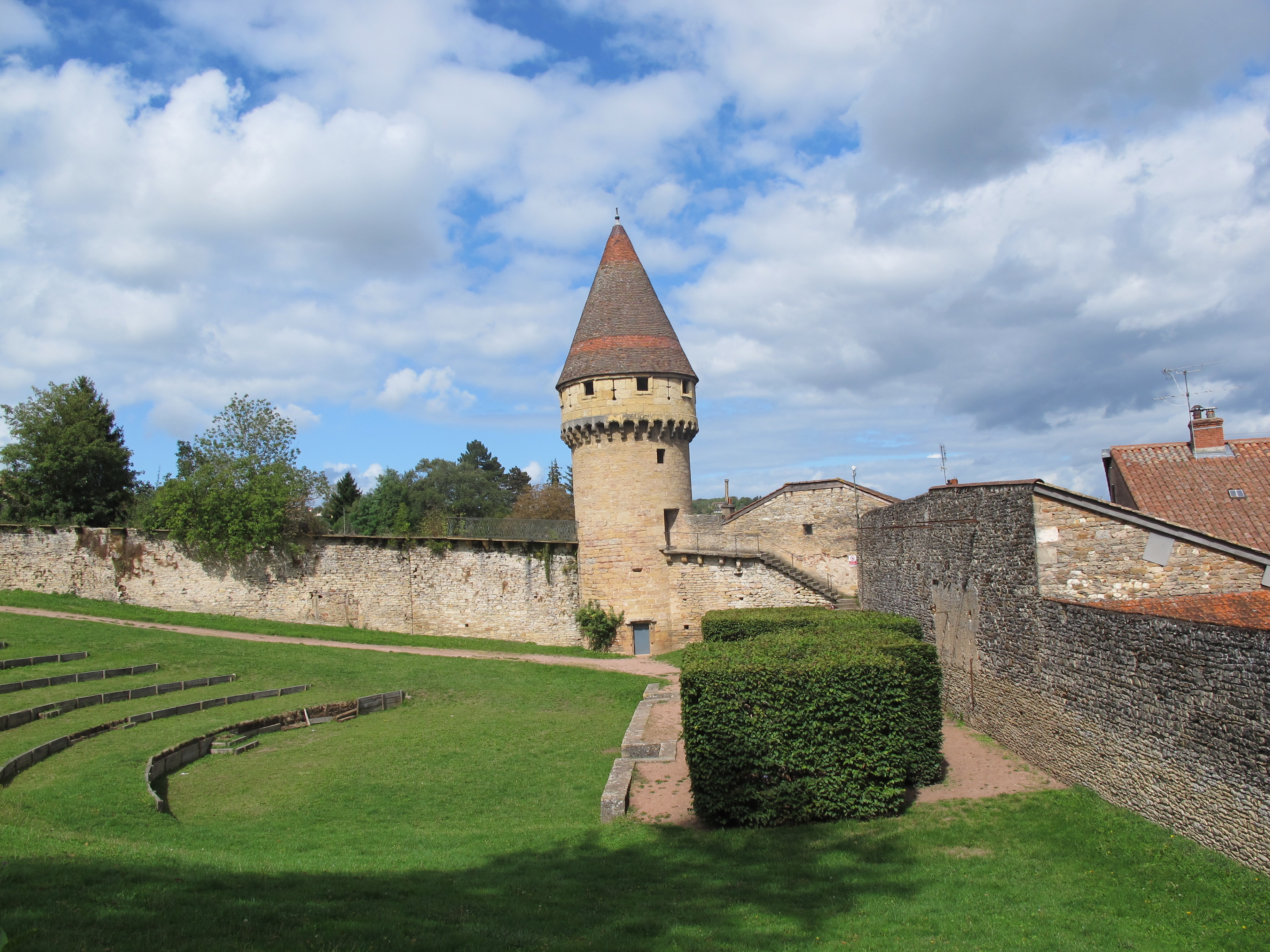
La Tour Fabry si trova alla fine del muro settentrionale dell'abbazia

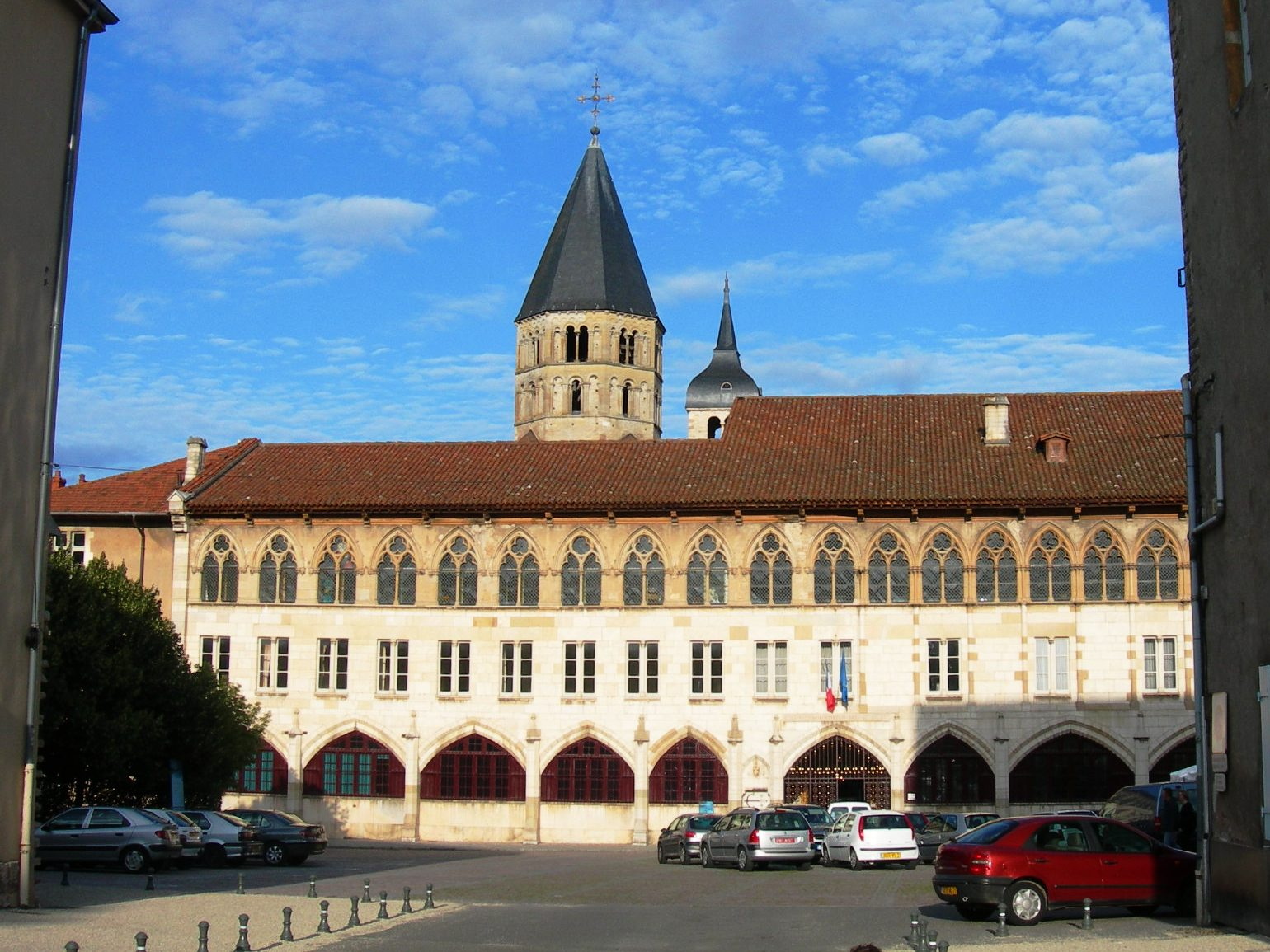
Il Palazzo di Gelasio, ove nel 1119 morì papa Gelasio II

I priori cluniacensi, colti e di buona famiglia, collaborarono fruttuosamente con i potenti, aristocratici o monarchi che fossero, nelle zone dove si trovavano i loro monasteri, raggiungendo posizioni di prestigio e responsabilità. Cluny diffuse in Europa la pratica della venerazione del re come sostenitore e protettore della Chiesa e, a loro volta, i monarchi dell'XI secolo andarono incontro ad un cambiamento nella loro condotta spirituale: un re inglese, Edoardo il Confessore, fu addirittura canonizzato.

In Germania, la penetrazione degli ideali cluniacensi si verificò con l'appoggio dell'imperatore Enrico III, della dinastia salica, che aveva sposato una figlia del duca di Aquitania. Presso Enrico si rafforzò la convinzione di un ruolo sacramentale dell'imperatore come delegato di Cristo nella sfera di potere temporale, il che gli fruttò un ruolo di controllo spirituale ed intellettuale sulla Chiesa tedesca, che culminò con l'elezione del suo fedele papa Leone IX.
La nuova prospettiva di pietà cristiana dei sovrani rafforzò il movimento della Tregua di Dio per piegare le violenze aristocratiche.
struttura fluida intorno all'autorità centrale; caratteristica che sarebbe poi divenuta peculiare delle monarchie nazionali di Francia ed Inghilterra e della burocrazia dei grandi ducati indipendenti, come la Borgogna. La gerarchia altamente centralizzata di Cluny era anche un ideale luogo di crescita e formazione per i presbiteri: quattro monaci di Cluny divennero papi: 
1. Gregorio VII (al secolo: Ildebrando di Soana, 1073-1085),
2. Urbano II (al secolo: Ottone di Lagery, 1088-1099),
3. Pasquale II (al secolo: Rainerio Raineri, 1099-1118),
4. Urbano V (al secolo: Guillaume de Grimoard, 1362-1370).

Cluny fu guidata da una successione regolare e ordinata di abati capaci e colti, provenienti dalle maggiori famiglie aristocratiche. Molti diventarono vescovi.
Due abati furono canonizzati: i santi Oddone di Cluny, successore di Bernone (927-942) e Ugo di Cluny (morto nel 1109, con il quale l'abbazia raggiunse l'apice della fama, sia spirituale che politica).

Sant'Odilone di Cluny, il quinto abate (morto nel 1049), fu un terzo grande capo dell'ordine che continuò il lavoro di riforma degli altri monasteri, ma che incoraggiava anche un più stretto controllo dei priorati meno fedeli alla casa madre.

### Cluny e le riforme gregoriane
Cluny non era nota per severità o ascetismo, né per l'adozione della povertà apostolica, ma gli abati di Cluny supportavano il ritorno in auge del papato e le riforme di papa Gregorio VII che portarono ad un'autorità papale senza precedenti. La struttura cluniacense si trovò ad identificarsi profondamente con la curia romana, ricca, riconosciuta e universale. All'inizio del XII secolo l'ordine perse di influenza a causa della gestione inefficiente. Fu però rivitalizzato in seguito sotto l'abate Pietro il Venerabile (morto nel 1156), che riportò in linea i priorati più deboli e tornò ad una severa disciplina. Cluny raggiunse con Pietro i suoi ultimi giorni di potenza, con i suoi monaci che diventavano vescovi, legati e cardinali in tutta la Francia ed il Sacro Romano Impero. Al tempo della morte di Pietro però erano sorti nuovi e più austeri ordini, come quello Cistercense, che stavano generando una nuova ondata di riforme ecclesiastiche. Fuori dalle strutture ecclesiastiche poi, il crescere del nazionalismo in Francia ed Inghilterra creavano un clima poco favorevole all'esistenza di monasteri autocratici e rispondenti ad una sede unica in Borgogna. Lo Scisma d'Occidente del periodo 1378-1417 divise ulteriormente le lealtà: la Francia riconosceva il papa avignonese, e l'Impero, gli stati italiani e l'Inghilterra quello romano, dividendo e confondendo le relazioni.

### Cluny e le arti

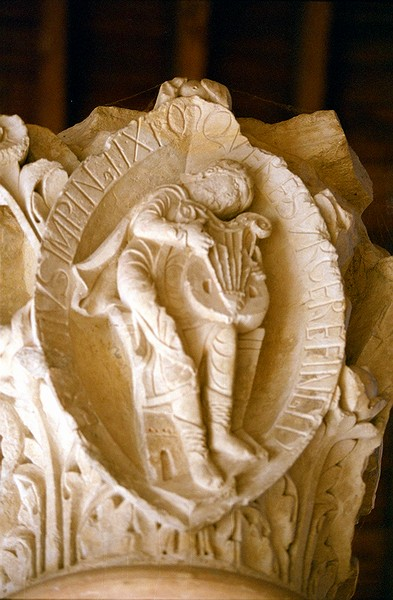
Capitello dell'ex-deambulatoio, lapidario di Cluny

A Cluny l'arte centrale era la liturgia stessa che, estensiva e bella in un contesto fonte d'ispirazione, rifletteva la nuova ondata di pietà più personale e soggettiva dell'XI secolo; l'intercessione monastica appariva indispensabile al raggiungimento di uno stato di grazia ed i potenti facevano a gara per essere ricordati nelle infinite preghiere del monastero, dando inizio alle donazioni di terra e ai benefici che resero possibile lo sviluppo di altre arti.
A Cluny III i capitelli più antichi si trovavano nel deambulatorio e risalgono a prima del 1095. L'ingresso era affiancato da due semicolonne, che presentavano due capitelli istoriati, uno con il Peccato dei progenitori e l'altro con il Sacrificio di Isacco. Sugli altri capitelli era raffigurato una sorta di compendio del sapere medievale, con vari soggetti: un capitello corinzio che dimostra una notevole comprensione dell'arte antica, uno con atleti, uno con un apicoltore, una serie con le virtù teologali e cardinali, uno con una raffigurazione della Primavera, uno dell'Estate, uno con i Fiumi del Paradiso (allegoria dei quattro vangeli) e una serie con gli otto toni del canto gregoriano.
La grande varietà di temi era bilanciata anche dalla notevole varietà degli schemi entro i quali erano scolpite le raffigurazioni: si va dalle mandorle con figure intere di personaggi, ad altri dove l'istoriazione non ha soluzione di continuità.

## Stemma
Lo stemma dell'abbazia di Cluny è in rosso, a due chiavi d'oro a croce di Sant'Andrea, attraversate da una spada in palo a lama in argento ed elsa d'oro in punta.
La chiave e la spada fanno riferimento rispettivamente a San Pietro e San Paolo, ai quali è consacrata l'abbazia. Le chiavi a croce di Sant'Andrea sarebbero un privilegio di concessione papale.

## Cronotassi degli abati di Cluny
- 909-926: san Bernone
- 926-942: sant'Oddone
- 942-954: Aimaro I
- 954-994: san Maiolo (coadiutore di Aimaro I dal 948)[9]
- 994-1049: sant'Odilone
- 1049-1109: sant'Ugo
- 1109-1122: Ponzio di Melgueil
- 1122-1122: Ugo II
- 1122-1157: beato Pietro il Venerabile
- 1157-1158: Roberto di Fiandra detto il Grosso
- 1158-1163: Ugo III di Frazans (deposto nel 1161)
- 1163-1173: Stefano I (Stefano di Boulogne)
- 1173-1176: Raoul de Sully
- 1176-1177: Gauthier de Châtillon
- 1177-1180: Guglielmo I d'Inghilterra
- 1180-1184: Teodobaldo I di Vermandois (cardinale)
- 1184-1199: Ugo IV di Clermont
- 1199-1207: Ugo V d'Angiò
- 1207-1215: Guglielmo II d'Alsazia
- 1215-1220: Gerardo di Fiandra
- 1220-1228: Rolando dell'Hainaut
- 1228-1230: Bartolomeo di Floranges
- 1230-1233: Stefano II di Brançion
- 1233-1235: Stefano III di Berzé
- 1236-1244: Ugo VI di Sales (o di Rochecorbon)
- 1244-1257: Guglielmo III di Pontoise
- 1257-1275: Ivo I di Vergy
- 1275-1289: Ivo II di Chassant
- 1295-1295: Guglielmo IV d'Igé
- 1295-1308: Bertrando del Colombier
- 1308-1319: Enrico I di Fautrières
- 1319-1322: Raimondo I di Bonne de Lesdiguières
- 1322-1344: Pietro II di Chastelux
- 1344-1347: Itier de Mirande
- 1347-1350: Ugo VII Roger (cardinale)
- 1350-1351: Ugo VIII Fabry
- 1351-1361: Androin de la Roche (cardinale)
- 1361-1368: Simone I de La Brosse
- 1368-1369: Guglielmo V Pommiers
- 1369-1374: Giovanni I du Pin
- 1374-1383: Giacomo I de Damas-Cozan
- 1383-1400: Giovanni II de Damas-Cozan
- 1400-1416: Raimondo II di Cadoène
- 1416-1423: Roberto I di Chaudesolles
- 1423-1456: Odone (Eudes) II de la Pérrière
- 1456-1485: Giovanni III di Borbone
- 1485-1514: Giacomo II d'Amboise
- 1514-1518: Goffredo d'Amboise
- 1518-1518: Giovanni IV de la Magdeleine
- 1518-1528: Aymard II Gouffier de Boissy (cardinale)
- 1528-1528: Philippe di Cossé-Brissac
- 1528-1528: Giacomo III Le Roy
- 1528-1549: Giovanni di Lorena (cardinale di Guisa)
- 1549-1574: Carlo di Lorena (cardinale di Guisa, ebbe come Gran Priore Christophe Coquille)
- 1575-1612: Claudio di Guisa
- 1612-1621: Luigi di Guisa (cardinale)
- 1621-1635: Giacomo IV Vény d'Arbouze[10]
- 1635-1642: Armando I Giovanni du Plessis de Richelieu (cardinale, coadiutore a partire dal 1627)
- 1642-1654: Armando II di Borbone-Condé principe di Conti
- 1654-1661: Giulio Mazzarino (cardinale)
- 1661-1672: Rinaldo d'Este (cardinale)
- 1672-1683: Enrico II Bertrand de Beuvron
- 1683-1715: Emmanuel Théodose de La Tour d'Auvergne (cardinale)
- 1715-1747: Henri-Osvald de la Tour d'Auvergne de Bouillon (cardinale)
- 1747-1757: Frédéric-Jérôme de La Rochefoucauld (cardinale)
- 1757-1790: Dominique de La Rochefoucauld (cardinale, ultimo abate sotto l'Ancien Régime)
- Soppressione dell'abbazia da parte della Rivoluzione francese.
- 1962: il titolo abbaziale viene ripristinato per i vescovi di Autun:
- 1962-1966: Lucien-Sidroine Lebrun
- 1966-1987: Armando III Le Bourgeois
- 1987-2006: Raimondo III Séguy
- Dal 2006: Mons. Benoit Rivière